# Samsung Galaxy Ace

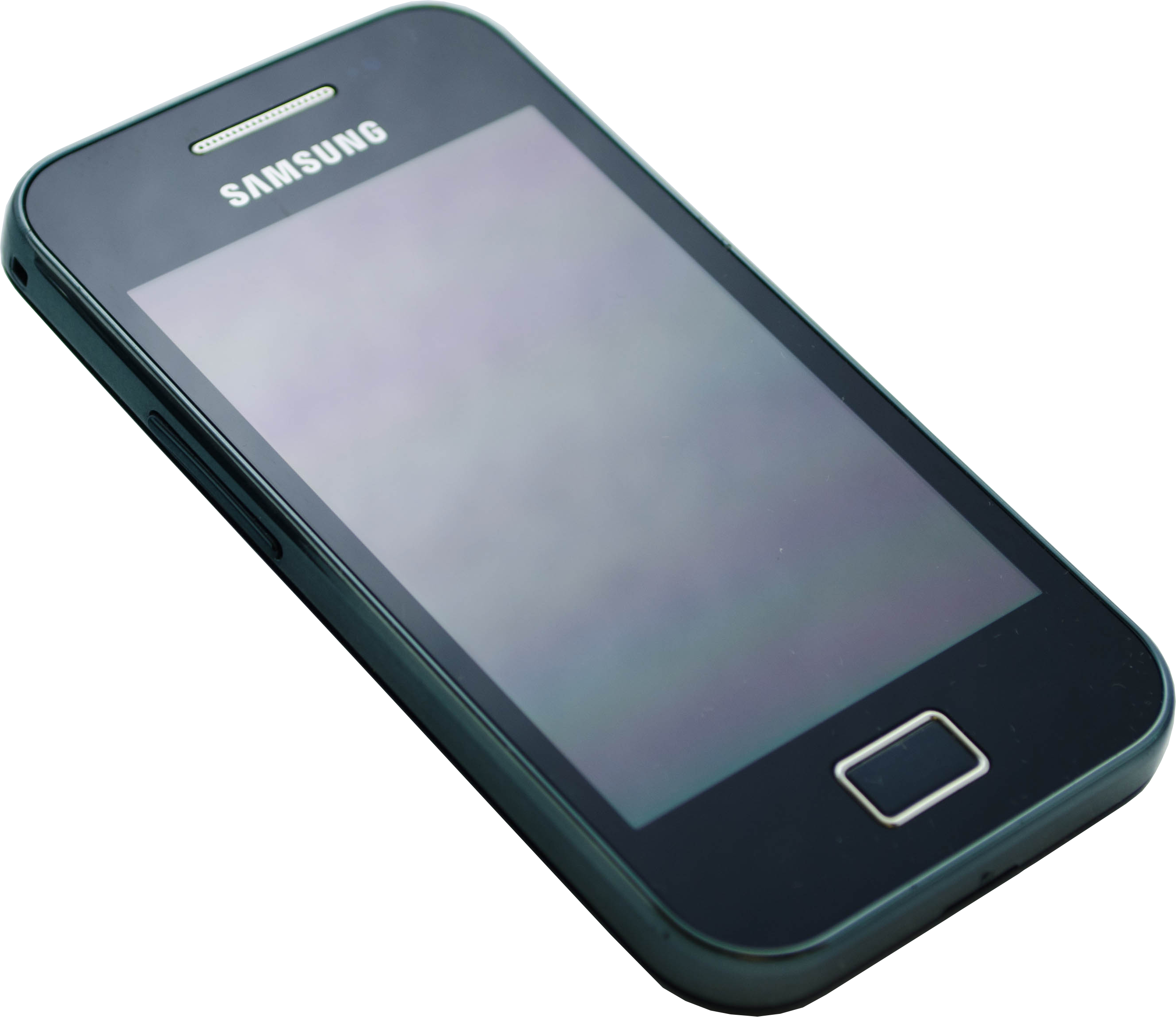
Samsung Galaxy Ace

Samsung Galaxy Ace je smartphone vyrobený společností Samsung, předchůdce Samsungu Galaxy Ace 2 a běží na Androidu 2.3 Gingerbread.

## Technická specifikace
|                        |                                                                                       | Poznámka                 |
| ---------------------- | ------------------------------------------------------------------------------------- | ------------------------ |
| Operační systém        | Android 2.3 Gingerbread                                                               | -                        |
| Procesor a čipová sada | ARM1136 800 MHz, edice La Fleur 832 MHz.                                              | -                        |
| Displej                | 3,5, TFT LCD, 320 × 480, 16 mil. b.                                                   | kapacitní                |
| Paměť                  | 158 MB (resp. 512 MB) , microSDHC až 32GB                                             | -                        |
| Podporované sítě       | GSM (850/900/1 800/1 900 MHz), WCDMA (900/2 100 MHz),GPRS, EDGE, HSDPA (7,2 Mb/s)     | -                        |
| Konektivita            | MicroUSB, Bluetooth, Wi-Fi                                                            | Nabíjení přes microUSB   |
| GPS                    | Ano                                                                                   | Podpora A-GPS            |
| Fotoaparát             | 5Mpx (2 592 × 1 944), video (320 × 240), po aktualizaci na Android 2.3 video 640*480. | autofocus, diodový blesk |
| Rozměry, hmotnost      | 112 × 60 × 12 mm, 113 g                                                               | -                        |
| Baterie                | Li-ion, 1350 mAh                                                                      | -                        |
| RAM                    | 278 MB, edice La Fleur 290 MB                                                         | -                        |